# Ordishia clagesi
Ordishia clagesi är en fjärilsart som beskrevs av George Francis Hampson 1920. Ordishia clagesi ingår i släktet Ordishia och familjen björnspinnare. Inga underarter finns listade i Catalogue of Life.